# فلورا زابل هیچکاک
فلورا زابل هیچکاک (ارمنی: Ֆլորա Զաբել Հիչքոք؛ ۱ آوریل ۱۸۸۰ – ۷ اکتبر ۱۹۶۸) هنرپیشه برادوی ارمنی‌تبار اهل ایالات متحده آمریکا بود که در چندین فیلم اوایل دوره سینمای صامت نقش آفرینی نمود. وی بین سال‌های ۱۹۱۳ تا ۱۹۱۸ میلادی فعالیت می‌کرد.

## زندگی‌نامه
وی با نام اصلی زابل مانگاساریان (ارمنی: Զաբել Մանգասարյան) در در کنستانتینوپل به دنیا آمد. پدر وی دکتر ام.ام. مانگاساریان بود.  در جریان کشتار حمیدیه دکتر مانگاساریان و همراه با فلورا به ایالات متحده آمریکا نقل مکان نمود وی همچنین برندهٔ جوایزی همچون  شده‌است. وی در ۷ اکتبر ۱۹۶۸ در سن ۸۸ سالگی در نیویورک سیتی درگذشت.

## گزیده فیلمشناسی
از فیلم‌ها یا برنامه‌های تلویزیونی که وی در آن نقش داشته‌است می‌توان به رسوایی دهکده و بیوه سرخ اشاره کرد.